# EMF (groupe)
Pour les articles homonymes, voir EMF.
EMF (Epsom Mad Funkers) est un groupe britannique principalement connu pour son titre Unbelievable extrait de l'album Schubert Dip sorti en 1991.

## Composition du groupe
- James Atkin : chant, guitare
- Ian Dench : guitare, claviers
- Zac Foley : basse
- Derry Brownson : claviers et samples
- Mark Decloedt : batterie

## Discographie
| Year | Albums                            | UK Chart | US Charts |
| ---- | --------------------------------- | -------- | --------- |
| 1991 | Schubert Dip                      | 3        | 3         |
| 1992 | Unexplained EP                    | 18       | -         |
| 1992 | Stigma                            | 19       | -         |
| 1995 | Cha Cha Cha                       | 30       | -         |
| 2001 | The Best of EMF: Epsom Mad Funker | -        | -         |
| 2024 | The Beauty and the Chaos          | -        | -         |